# 太平洋新国土軸構想
太平洋新国土軸構想（たいへいようしんこくどじくこうそう）は、静岡県から渥美半島、伊勢湾、紀伊半島、紀淡海峡、淡路島、四国地方、豊予海峡を経て九州地方に至る約800kmを、高速道路や高速鉄道（新幹線）で結び新たな国土軸を形成する構想である。「伊勢湾口道路」「紀淡海峡ルート」「豊予海峡ルート」の3つの海峡横断プロジェクトを中心として交通軸を整備し、既存の西日本国土軸（第一国土軸）と並行する一本の軸としてつなげ、多軸形の国土構造を形成することで、日本全体の均衡ある発展を目指す構想である。

## 4つの国土軸
第四次全国総合開発計画（四全総: 1987年決定）に代わる新しい全国総合開発計画「21世紀の国土のグランドデザイン」が1998年（平成10年）に策定され、4つの国土軸が設定された。「21世紀の国土のグランドデザイン」戦略推進指針では、東京圏と太平洋ベルト地帯に人口や諸活動が集中した日本国の「一極一軸型国土構造」を、次の4つの国土軸を持つ「多軸型国土構造」に転換させることを目指している。
1. 北東国土軸：中央高地から関東北部を経て、東北の太平洋側、北海道に至る地域とその周辺[3]。
2. 日本海国土軸：九州北部から、本州の日本海側、北海道の日本海側に至る地域とその周辺[3]。
3. 太平洋新国土軸：沖縄から九州南部、九州中部、四国、紀伊半島を経て伊勢湾沿岸に至る地域とその周辺[3]。
4. 西日本国土軸：太平洋ベルト地帯（第一国土軸）とその周辺地域[3]。